# أوزكه أوزاجار
أوزكه أوزاجار (بالتركية: Özge Özacar)‏ هي ممثلة تركية ولدت في 22 أبريل من عام 1995 في إسطنبول في تركيا.

## حياتها
ولدت أوزكه في 22 أبريل من عام 1995 في إسطنبول في تركيا. تخرجت من جامعة مرمرة من قسم الصحافة، وحصلت على تدريبها على التمثيل من مركز إسطنبول، وحصلت على تدريب من زينب جوناي تان. تجيد أوزكه اللغتين الإنجليزية والفرنسية إضافة إلى لغتها الأم وهي اللغة التركية.

## وصلات خارجية
- أوزجي أوزاجار على موقع IMDb (الإنجليزية)
- أوزجي أوزاجار على موقع روتن توميتوز (الإنجليزية)
- أوزجي أوزاجار على موقع قاعدة بيانات الأفلام العربية
- أوزجي أوزاجار على موقع قاعدة بيانات الفيلم (الإنجليزية)
- أوزجي أوزاجار على موقع كينوبويسك (الروسية)